# Xyleninae
Xyleninae es una subfamilia de lepidópteros de la familia Noctuidae. 
Es considerada como una tribu, Xylenini, de la subfamilia  Noctuinae por otros taxónomos; también ha sido colocada en otras subfamilias.

## Géneros
| - Xyleninae Guenée, 1852 - Tribu Xylenini Guenée, 1852 - Subtribu Xylenina Guenée, 1852 - Género Agrochola Hübner, 1821 - Género Anathrix Franclemont, 1937 - Género Antivaleria Sugi, 1958 - Género Apterogenum Berio, 2002 - Género Atypha Hübner, 1821 - Género Brachylomia Hampson, 1906 - Género Bryotype Hampson, 1906 - Género Bryotypella Hreblay & Ronkay, 1998 - Género Chaetaglaea Franclemont, 1943 - Género Cirrhia Hübner, 1821 - Género Conistra Hübner, 1821 - Género Daseuplexia Hampson, 1906 - Género Daseutype Hreblay, Peregovits & Ronkay, 1999 - Género Elwesia Hampson, 1894 - Género Epidemas Smith, 1894 - Género Epiglaea Grote, 1878 - Género Estagrotis Nye, 1975 - Género Eucirroedia Grote, 1875 - Género Eupsilia Hübner, 1821 - Género Fabiania Hreblay & Ronkay, 2000 - Género Hemiglaea Sugi, 1980 - Género Hillia Grote, 1883 - Género Himalistra Hacker, 1993 - Género Homoglaea Morrison, 1876 - Género Hyalobole Warren, 1911 - Género Isolasia Warren, 1912 - Género Jodia Hübner, 1821 - Género Lithomoia Hübner, 1821 - Género Lithophane Hübner, 1821 (en Noctuinae según algunos taxónomos) - Género Lomilysis Franclemont, 1937 - Género Maraschia Osthelder, 1933 - Género Meganyctycia Hreblay & Ronkay, 1998 - Género Mesorhynchaglaea Sugi, 1980 - Género Metaxaglaea Franclemont, 1937 - Género Nyctycia Hampson, 1906 - Género Omphaloscelis Hampson, 1906 - Género Orbona Hübner, 1821 - Género Palaeagrotis Hampson, 1907 - Género Parabole Hreblay & Ronkay, 1998 - Género Paranyctycia Hreblay & Ronkay, 1998 - Género Parastichtis Hübner, (1821) - Género Plantea Hacker & Ronkay, 1996 - Género Potnyctycia Hreblay & Ronkay, 1998 - Género Psectraglaea Hampson, 1906 - Género Pygopteryx Staudinger, 1887 - Género Pyreferra Franclemont, 1937 - Género Rhynchaglaea Hampson, 1906 - Género Sericaglaea Franelemont, 1941 - Género Spudaea Snellen, 1867 - Género Sugitania Matsumura, 1926 - Género Sunira Franclemont, 1950 - Género Taivaleria Hreblay & Ronkay, 2000 - Género Telorta Warren, 1910 - Género Teratoglaea Sugi, 1958 - Género Tiliacea Tutt, 1896 - Genus Xylena Ochsenheimer, 1816 - Género Xanthia Ochsenheimer, 1816 - Género Xystopeplus Franclemont, 1937* - Subtribu Pseudohadenina Ronkay & Fibiger, 2007 - Género Pseudohadena (Alphéraki, 1887) - Subgénero Pseudopseustis Hampson, 1910 - Subgénero Jaxartia Püngeler, 1914 - Género Rhiza Staudinger, 1889 - Subgénero Gryphadena Kusnezov, 1908 - Subgénero Gryphanta Ronkay, Varga & Fábián, 1995 - Género Eremohadena Ronkay, Varga & Fábián, 1995 - Subgénero Iberihadena Fibiger & Ronkay, 2007 - Subgénero Megahadena Ronkay, Varga & Gyulai, 1995 - Género Orohadena Ronkay, Varga & Gyulai, 1995 - Género Bryohadena Ronkay, Varga & Gyulai, 1995 - Género Scotocampa Staudinger, 1888 - Género Lanatopyga Gyulai & Ronkay, 2002 - Subtribu Antitypina Forbes & Franclemont, 1954 - Género Ammoconia Lederer, 1857 - Género Ammopolia Boursin, 1955 - Género Andropolia Grote, 1895 - Género Antitype Hübner, 1821 - Género Aporophila Guenée, 1841 - Género Blepharita Hampson, 1907 - Género Dasypolia Guenée, 1852 - Género Dichonia Hübner, 1816) - Género Dryobota Lederer, 1857 - Género Dryobotodes Warren, 1910 - Género Dryotype Hampson, 1906 - Género Evisa Reisser, 1930 - Género Fishia Grote, 1877 - Género Mesogona Boisduval, 1840 - Género Mniotype Franclemont, 1941 - Género Pachypolia Grote, 1874 - Género Platypolia Grote, 1895 - Género Polymixis Hübner, 1821 - Género Rhizagrotis Snüth, 1890 - Género Rileyiana Moucha & Chvala, 1963 - Género Scotochrosta Lederer, 1857 - Género Sutyna Todd, 1958 (Nearctic) - Género Trigonophora Hübner, 1821 - Género Xylotype Hampson, 1906 - Tribu Dypterygiini Forbes, 1954 - - Género Andobana Viette, 1965 - Género Anthracia Hübner, 1823 - Género Berioana Fletscher & Viette, 1962 - Género Dypterygina Sugi, 1954 - Género Dypterygia Stephens, 1829 - Género Feliniopsis Roepke, 1938 - Género Heraema Staudinger, 1893 - Género Heterophysa Boursin, 1953 - Género Leucotrachea Janse, 1937 - Género Leumicamia Viette, 1965 - Género Madegalatha Viette, 1965 - Género Mimleucania Hampson, 1908 - Género Mormo Ochsenheimer, 1816 - Género Olivenebula Kishida & Yoshimoto, 1977 - Género Opsyra Hampson, 1908 - Género Orthogonia Felder & Felder, 1862 - Género Phoebophilus Staudinger, 1888 - Género Plexiphleps Warren, 1913 - Género Polyphaenis Boisduval, 1840 - Género Prototrachea Viette, 1961 - Género Taenerema Draudt, 1950 - Género Taeneremina Ronkay & Ronkay, 2001 - Género Thalpophila Hübner, 1820 - Género Trachea Ochsenheimer, 1816 - Género Triphaenopsis Butler, 1878 - Tribu Actinotiini Beck, 1996 - - Género Actinotia Hübner, 1821 - Género Alastria Lafontaine & Troubridge, 2004 - Género Chloantha Boisduval, Rambur & Graslin, 1836 - Género Hyppa Duponchel, 1844 - Género Iodopepla Franclemont, 1964 - Género Nedra Clarke, 1940 - Tribu Phlogophorini Hampson, 1918 - - Género Auchmis Hübner, 1821 - Género Blepharomorpha Hreblay & Ronkay, 1995 - Género Chandata Moore, 1882 - Género Conservula Grote, 1874 - Género Euplexia Stephens, 1829 - Género Karana Moore, 1882 - Género Magusa Walker, 1857 - Género Metappana Viette, 1965 - Género Oroplexia Hampson, 1908 - Género Paranataelia Draudt, 1935 - Género Pareuplexia Warren, 1911 - Género Phlopgophora Treitschke, 1825 - Género Pseudenargia Boursin, 1956 - Género Syrrusis Hampson, 1908 - Género Syrrusoides Laporte, 1972 - Género Tracheplexia Janse, 1937 - Género Transeuplexia Hreblay & Plante, 1995 - Género Valerioides Warren, 1913 - Tribu Pseudeustrotiini Beck, 1996 - - Género Pseudeustrotia Warren, 1913 - Tribu Prodeniini Forbes, 1954 - - Género Spodoptera Guenée, 1852 (syn. Prodenia Guenée, 1852) - Tribu Caradrinini Boisduval-1840 - Subtribu Caradrinina Boisduval-1840 - Género Hoplodrina Boursin, 1937 - Género Chilodes Herrich-Schäffer, 1849 - Género Scythocentropus Speiser, 1902 - Género Stenodrina Boursin, 1937 - Género Stygodrina Boursin, 1937 - Género Caradrina Ochsenheimer - Subénero Platyperigea Smith, 1894 - Subgénero Boursinidrina Hacker, 2004 - Subgénero Kalchbergiana Hacker, 2004 - Subgénero Levantrina Hacker, 2004 - Subgénero Weigertrina Hacker, 2004 - Subgénero Eremodrina Boursin, 1937 - Subgénero Paradrina Boursin, 1937 - Género Charanyca Billberg, 1820 - Subgénero Pseudoxestia Boursin, 1937 - Subgénero Rusina Stephens, 1829 - Subtribu Athetina Fibiger & Lafontaine, 2005 - Género Athetis Hübner, 1821 - Subgénero Hydrillula Tams, 1938 - Subgénero Proxenus Herrich-Schäffer, 1850 - Subtribu Cosmiina Guenée, 1852 - Género Enargia Hübner, 1821 - Género Ipimorpha Hübner, 1821 - Género Cosmia Ochsenheimer, 1816 - Subgénero Ulmia Fibiger & Hacker, 2007 - Subgénero Calymnia Hübner, 1821 - Subgénero Silva Fibiger & Hacker, 2007 (präokkupiert durch Silva Verreaux, 1872) - Subgenus Nemus Fibiger & Hacker, 2007 - Género Brachyxanthia Butler, 1878 - Género Dicycla Guenée, 1852 - Género Athetmia Hübner, 1821 - Tribu Elaphrini Beck, 1996 - - Género Galgula Guenée, 1852 - Género Elaphria Hübner, 1818 - Género Bryolymnia Hampson, 1908 - Género Gonodes Druce, 1908 |